# Romusha
Romusha (jap. 労務者 Rōmusha) – określenie przymusowych robotników z podbitych przez wojska japońskie azjatyckich krajów pracujących na rzecz Japonii w czasie II wojny światowej.
Romusha byli używani zarówno na obszarze swoich krajów, jak też byli wysyłani do pracy w okupowanych krajach całej Azji Południowo-Wschodniej. Ocenia się, że ich łączna liczba wynosiła kilka milionów ludzi. Rekrutowali się oni najczęściej spośród biednej niewykształconej ludności wiejskiej. Pracowali przy budowie dróg, linii kolejowych, mostów, w tym słynnego mostu na rzece Kwai, będącego częścią kolei Birma-Tajlandia (Kolej Śmierci), różnego rodzaju obiektów militarnych i tym podobnych. Z powodu bardzo ciężkiej, wręcz niewolniczej pracy, chorób, niedoboru jedzenia i złego traktowania przez Japończyków śmiertelność wśród Romusha była bardzo wysoka. Po kapitulacji Japonii 2 września 1945, Romusha zostali pozostawieni sami sobie. Jedynie ich część została repatriowana do swoich krajów, na przykład spośród około 270 tysięcy Jawajczyków pracujących w innych częściach Azji na Jawę powróciło około 52 tysięcy. Reszta na ogół wegetowała w krajach, w których pracowała podczas wojny. Niektórzy zakładali nowe rodziny, żeniąc się z miejscowymi kobietami.